# Skaza
Skaza je priimek več znanih Slovencev:
- Aleksander Skaza (*1934), literarni zgodovinar - rusist, univ. profesor
- Alenka Trop Skaza (*1964), epidemiologinja
- Anton Skaza (*1939), enolog
- Avgust Skaza, godbenik, dirigent
- Franc Skaza (1838—1892), tiskar, veleposestnik in narodni buditelj
- Janez Skaza, glasbenik, kitarist
- Jože Skaza, slovenist, slovničar, pravopisec, publicist
- Konrad Skaza (1866—1924), podobar
- Pavel Skaza (*1961), goslar (glasbilarski mojster)
- Tadej Skaza (*1994), konjeniški športnik
- Tanja Skaza (*1976), podjetnica, menedžerka